# Nachstetten
Nachstetten ist ein Ortsteil der Gemeinde Aichen im schwäbischen Landkreis Günzburg (Bayern). 

## Lage
Der Weiler liegt rund vier Kilometer nördlich von Aichen direkt an der Zusam und ist über die Staatsstraße St 2027 zu erreichen.

## Geschichte
Nachstetten war ein Teil der ehemals selbstständigen Gemeinde Memmenhausen, die sich zum 1. Januar 1976 mit Obergessertshausen zur neuen Gemeinde Aichen zusammenschloss. 